# ۶۰۸۴ بسکام
سیارک ۶۰۸۴ (به انگلیسی: 6084 Bascom، نامگذاری:1985CT) شش هزار و هشتاد و چهارمین سیارک کشف شده‌است که در ۱۲ فوریه ۱۹۸۵ کشف شد.
قدر مطلق سیارک برابر ۱۲٫۸۰ است.